# George Kingsley Zipf
George Kingsley Zipf (1902 - 1950) va ser un lingüista i filòleg estatunidenc que va aplicar l'anàlisi estadística a l'estudi de diferents llengües. A ell es deu l'anomenada llei de Zipf, que afirma que un petit nombre de paraules són utilitzades molt sovint, mentre que sovint passa que un gran nombre de paraules són poc emprades. Aquesta afirmació, expressada matemàticament quedaria de la següent manera:
{\displaystyle P_{n}\sim 1/n^{a}}
on Pn representa la freqüència d'una paraula en la posició n-èsima (quan les paraules s'ordenen de major a menor freqüència) i a és gairebé 1. Això significa que el segon element es repetirà aproximadament amb una freqüència de la meitat de la del primer, i el tercer element amb una freqüència d'1/3, i així successivament. Una llei no empírica, però més precisa, derivada dels treballs de Claude Shannon, va ser descoberta per Benoît Mandelbrot.
Zipf va treballar a la Universitat Harvard. Va estudiar l'idioma xinès i els seus treballs poden ser utilitzats per estudiar les propietats estadístiques de grans conjunts de dades, com Internet.
Els seus descobriments sobre el llenguatge l'han portat també a ser un dels autors més citats que s'han importat a l'àrea de la informació i documentació científica, especialment en l'àrea de recuperació d'informació i la indexació automàtica.